# Guus Hiddink
Guus Hiddink (Varsseveld, 8 de novembro de 1946) é um ex-futebolista e ex-treinador de futebol neerlandês.
Foi treinador do PSV Eindhoven entre 2002 e 2006, é reconhecido principalmente por ter levado a Coreia do Sul ao quarto lugar na Copa do Mundo de 2002 e alcançado a mesma colocação com os Países Baixos na Copa de 1998.

## Carreira como jogador
Hiddink foi um jogador de futebol, tendo jogado antes no clube amador SC Varsseveld antes de assinar contrato com o De Graafschap onde jogou a maior parte de sua carreira iniciada em 1967. Entrou para o PSV Eindhoven em 1970, mas após não conseguir uma vaga no time, voltou ao De Graafschap após um ano e lá permaneceu até 1976. Jogou durante breves períodos na Liga norte-americana de futebol nos Estados Unidos com o Washington Diplomats e San Jose Earthquakes após os quais voltou para a sua terra natal para jogar com o NEC Nijmegen. Em 1981, voltou novamente ao De Graafschap e após um ano se aposentou. Durante sua carreira jogou geralmente como meio-campista.

## Carreira como treinador

### Início como treinador
Hiddink começou a carreira fora dos gramados como assistente técnico no De Graafschap, já em 1983 exerceu a mesma função no PSV Eindhoven onde foi promovido a técnico efetivo em março de 1987. Como técnico do PSV, conquistou a primeira Liga dos Campeões da UEFA da história do time de Eindhoven logo na edição de 1987-88, colocando o clube entre as potências do futebol na Holanda, ao lado do Ajax e Feyenoord. Entre 1987 e 1989 ganhou os três títulos que disputou com o clube na Eredivisie.
Ao sair do PSV, dirigiu brevemente o clube turco do Fenerbahçe em 1990, mas logo saiu, assumindo em seguida o Valencia, da Espanha.

### Seleção Neerlandesa
Assumir a Seleção Neerlandesa foi um grande desafio para Hiddink em 1995, um time de grandes talentos individuais, mas com inúmeros conflitos internos, como visto na Euro 1996 ao mandar Edgar Davids de volta para casa após uma discussão. No mundial de 1998, alcançou a semifinal contra o Brasil.

### Retorno ao futebol de clubes
Dirigiu o Real Madrid em substituição a Fabio Capello em 1998, e apesar de ter vencido o Mundial de clubes no final do ano foi demitido em 1999 após não conseguir conquistar o título da liga espanhola. Em seu lugar entrou o galês John Toshack. Logo se transferiu para o Real Betis, permanecendo lá por apenas três meses, assumindo a seleção da Coreia do Sul no ano 2000, pré-classificada à copa de 2002 por ser um dos países-sede.

### Seleção Sul-Coreana

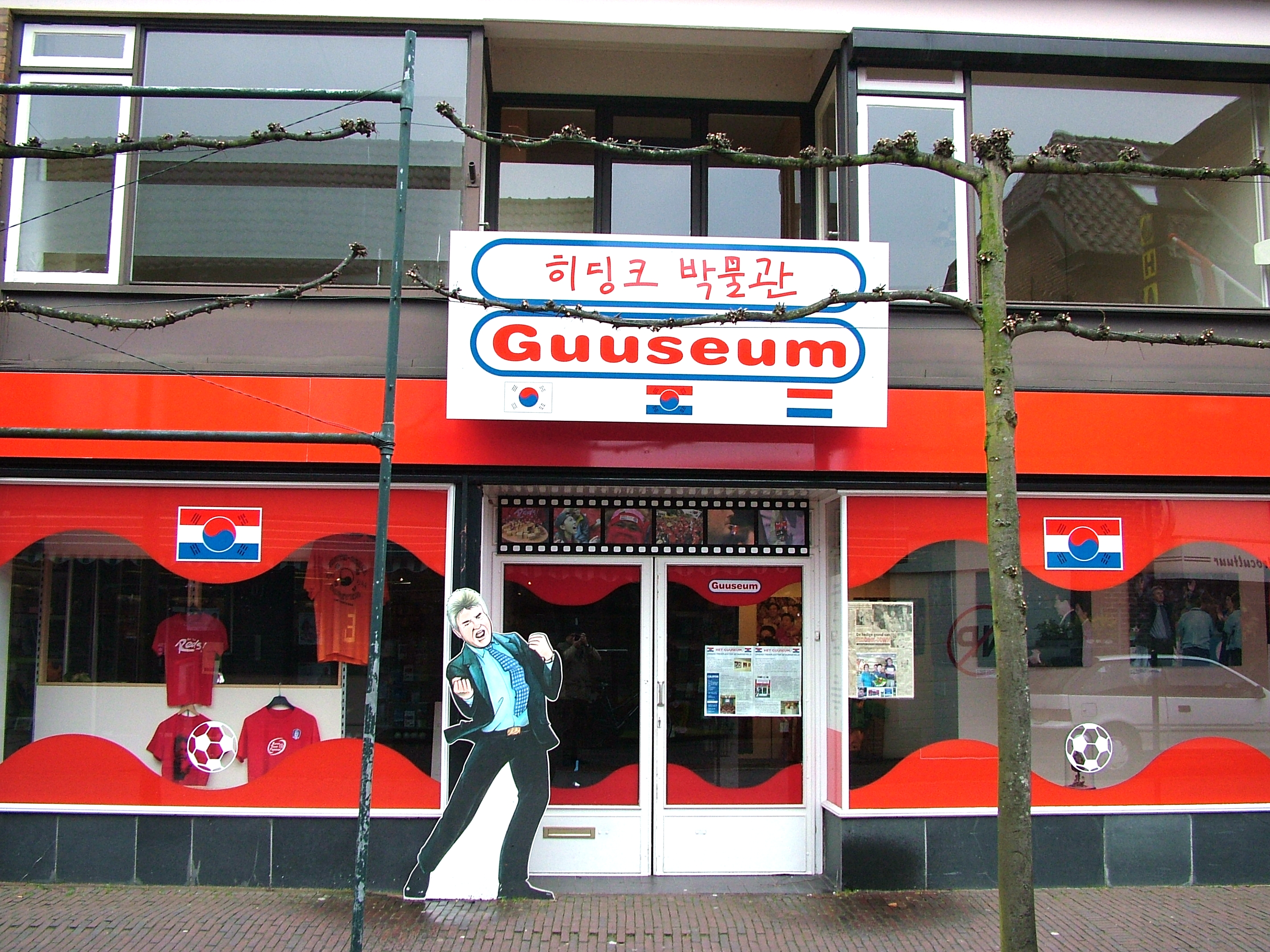
Guuseum em Varsseveld. 히딩크 박물관 em coreano

Na Copa do Mundo, o time sul-coreano alcançaria sua primeira vitória na competição já no primeiro jogo, contra a Polônia por 2–0, após empatar em 1–1 com os norte-americanos e vencer a seleção portuguesa, os sul-coreanos se classificaram para a segunda fase. O adversário das oitavas-de-final foi a Itália, vencido pelos sul-coreanos na prorrogação por 2–1. Nas quartas-de-final venceram, de forma polêmica, a Espanha nos pênaltis, que teve dois gols anulados.
A vitoriosa campanha sul-coreana foi interrompida pela Alemanha nas semifinais. Hiddink repetiu o quarto lugar obtido na Copa anterior ao ser derrotado por 2–3 para a Turquia.
Tornou uma das pessoas mais populares no país, e o estádio de Gwangju, utilizado na Copa, foi renomeado para Guus Hiddink Stadium em sua homenagem, logo após o término da competição.

### O Retorno ao PSV Eindhoven
Apesar de várias tentativas de convencê-lo a estender seu contrato com a seleção sul-coreana, Hiddink preferiu assumir novamente o PSV Eindhoven em 2002. Venceu a Eredivisie na temporada 2002/03 e levou o PSV de volta as semifinais da Liga dos campeões na temporada 2004/05.

### Seleção Australiana
Em 22 de julho de 2005, Hiddink se tornou técnico da seleção australiana. Anunciou que seria técnico do PSV e da Austrália simultaneamente, graças a uma cláusula em seu contrato que o permite assumir um clube e uma seleção.
Na repescagem para a copa da Alemanha contra o Uruguai, em 12 de novembro em Montevideo e 16 de novembro em Sydney, cada time venceu o seu jogo em casa por 1–0. A Austrália venceu nos pênaltis por 4–2.

### Seleção Russa
Assumiu o comando da Seleção Russa estreando em 16 de agosto de 2006 contra a Letônia. A equipe russa chegou até as semifinais da Eurocopa 2008 e mas não conseguiu apurar-se no playoff das eliminatórias da Copa do Mundo FIFA de 2010. Em fevereiro de 2010 havia antecipado que permaneceria até o fim do seu contrato em julho daquele ano.

### Chelsea
Em 10 de fevereiro de 2009, foi contratado como técnico do Chelsea para suprir a demissão do técnico brasileiro Luiz Felipe Scolari, acumulando a função de treinador da Seleção Russa. Permaneceu até junho daquele ano.

### Seleção Turca
Estreou como treinador da Turquia em 11 de agosto de 2010 em partida amistosa contra a Romênia. Os turcos não obtiveram êxito nos play-offs das Qualificações para Eurocopa de 2012 e Hiddink deixou a equipe em novembro de 2011.

### Anzhi Makhachkala
Em 17 de fevereiro de 2012, passou a treinar o Anzhi Makhachkala da Rússia. Permaneceu até julho de 2013 levando o clube a final da Copa da Rússia de 2012-13.

### Seleção Neerlandesa
Sucedeu Louis van Gaal no comando da Seleção Neerlandesa de Futebol em agosto de 2014, com vínculo até o fim da Eurocopa 2016. Porém, devido aos maus resultados da seleção na Qualificações para a Eurocopa deixou o comando após dez partidas. Seu auxiliar Danny Blind assumiu o cargo para o restante da competição, mas os neerlandeses terminaram em quarto lugar em seu grupo e não conseguiram qualificar-se a Eurocopa, final de 2015 teve sua ida para o Chelsea confirmada pelo dono do clube.

### Seleção Curaçauense e Aposentadoria
Após um período de um ano no comando da Seleção de Curaçao, onde contraiu COVID, o impossibiltando de trabalhar, o treinador decidiu aposentar-se definitivamente, após 34 anos de carreira como treinador de futebol profissional. 

## Estatísticas
| Ano                 | Clube               | Jogos | Vitórias | Empates | Derrotas | Aproveitamento |
| ------------------- | ------------------- | ----- | -------- | ------- | -------- | -------------- |
| 1987–1990 2002–2006 | PSV                 | 345   | 232      | 63      | 50       | 73,33%         |
| 1990–1991           | Fenerbahçe          | 37    | 15       | 9       | 13       | 48,65%         |
| 1991–1994           | Valencia            | 120   | 59       | 29      | 32       | 57,22%         |
| 1994–1998 2014–2015 | Seleção Holandesa   | 49    | 26       | 9       | 14       | 56,41%         |
| 1998–1999           | Real Madrid         | 34    | 20       | 4       | 10       | 58,82%         |
| 2000                | Real Betis          | 16    | 3        | 6       | 7        | 31,25%         |
| 2001–2002           | Seleção Coreana     | 38    | 14       | 13      | 11       | 48,25%         |
| 2005–2006           | Seleção Australiana | 13    | 8        | 2       | 3        | 61,54%         |
| 2006–2010           | Seleção Russa       | 39    | 22       | 7       | 10       | 56,41%         |
| 2009 2015–2016      | Chelsea             | 49    | 26       | 16      | 7        | 63,95%         |
| 2010–2011           | Seleção Turca       | 16    | 7        | 4       | 5        | 43,75%         |
| 2012–2013           | Anzhi               | 62    | 33       | 15      | 14       | 61,29%         |
| 2018–2019           | China U-21/U-23     | 6     | 3        | 3       | 0        | 66,67%         |
| 2020–2021           | Curaçao             | 6     | 3        | 2       | 1        | 61,11%         |

## Principais títulos e resultados

### Como jogador
De Graafschap
- Tweede Divisie: 1968/1969

### Como técnico
PSV Eindhoven
- Eredivisie: 1986-87, 1987-88, 1988-89, 2002-03, 2004-05, 2005-06
- Liga dos Campeões da UEFA: 1987-88
- Copa dos Países Baixos: 1987-88, 1988-89, 1989-90

Real Madrid
- Copa Intercontinental: 1998

Chelsea
- Copa da Inglaterra: 2008-09

### Prêmios Individuais
- 29º Maior Treinador de Todos os Tempos da France Football: 2019[12][13][14]

## Ligações Externas
- «Guus Hiddink» (em inglês). em Goal
- «Guus Hiddink» (em inglês). em Soccerway